# Grewioideae
Grewioideae es una subfamilia de la familia Malvaceae. Fue nombrada en honor del científico inglés Nehemiah Grew (1641-1712).

## Géneros
| - Ancistrocarpus - Apeiba - Clappertonia - Colona - Corchorus - Desplatsia - Duboscia - Eleutherostylis - Entelea - Erinocarpus - Glyphaea - Goethalsia - Grewia | - Heliocarpus - Hydrogaster - Luehea - Lueheopsis - Microcos - Mollia - Pseudocorchorus - Sparrmannia - Tetralix - Trichospermum - Triumfetta - Vasivaea - Vinticena |